# Tramvajová trať Sídliště Modřany – Nové Dvory
Tramvajová trať Sídliště Modřany – Nové Dvory je tramvajová trať v Praze vedoucí z Modřan, kde navazuje na trať z Palackého náměstí, na Libuš a v budoucnu dále na Nové Dvory. V dubnu 2022 byla zahájena výstavba úseku Sídliště Modřany – Libuš, který byl zprovozněn 27. května 2023.

## Trať na Libuš

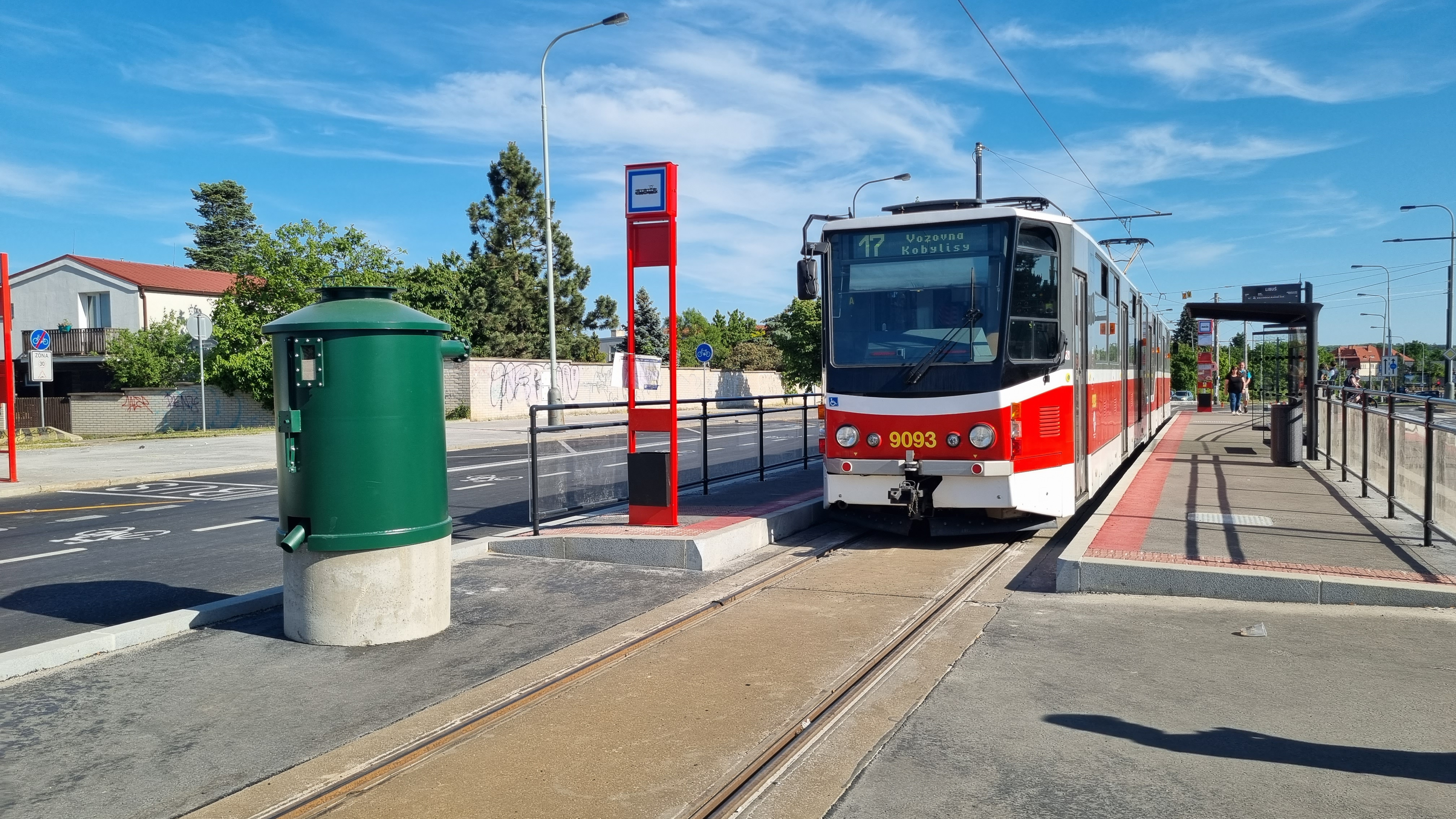
Dočasná konečná zastávka Libuš

První část trati vede ze smyčky Levského, kterou končila trať z Palackého náměstí, do zastávky Libuš (dříve Pavlíkova). Na tomto úseku o délce přibližně 1,7 km, který je zakončen dočasným úvraťovým obratištěm, byly postaveny čtyři nové zastávky – Hasičská stanice Modřany, Observatoř Libuš, Sídliště Libuš a Libuš. Úsek ze smyčky Levského až k zastávce Sídliště Libuš je veden podél ulice Generála Šišky, dále do prozatímní konečné Libuš je trať vedena středem Novodvorské ulice.

## Prodloužení na Nové Dvory
Dále se trať má prodloužit až na Nové Dvory o 1,8 km ke zdejší plánované stejnojmenné stanici metra. Na trati mají být dvě nové zastávky (Přírodní a Nové Dvory), trať má být ukončena blokovou smyčkou s předjízdnou kolejí. Trať má být dokončena do roku 2027, což odpovídalo dříve plánovanému dokončení prvního úseku linky metra D.
Náměstek primátora pro oblast dopravy Adam Scheinherr v roce 2020 uvedl, že díky prodloužení tratě budou moci „Pražané přestoupit na metro D, ale také na autobusové linky do dalších směrů. Stejně tak tramvajová trať zajistí v oblasti kvalitní dopravní obsluhu a přímé spojení k úřadům na Praze 12.“

## Historie
V lednu 2020 město předpokládalo, že část z Levského na Libuš by se měla začít stavět v létě 2021 a dokončena by byla v létě 2022.
Dne 28. října 2020 Dopravní podnik hl. m. Prahy (DPP) směnil několik pozemků a potřeboval jen dva poslední potřebné pozemky k zahájení výstavby, neměl však vhodné pozemky pro směnu, proto je dodala Praha a dohodla se s majiteli pozemků nutných pro stavbu tramvajové tratě k doplacení rozdílu ceny ve výši 677 tisíc korun. O zbývající dva pozemky v tu dobu již probíhala potřebná jednání, nebylo však uvedeno o jaké pozemky se jedná.

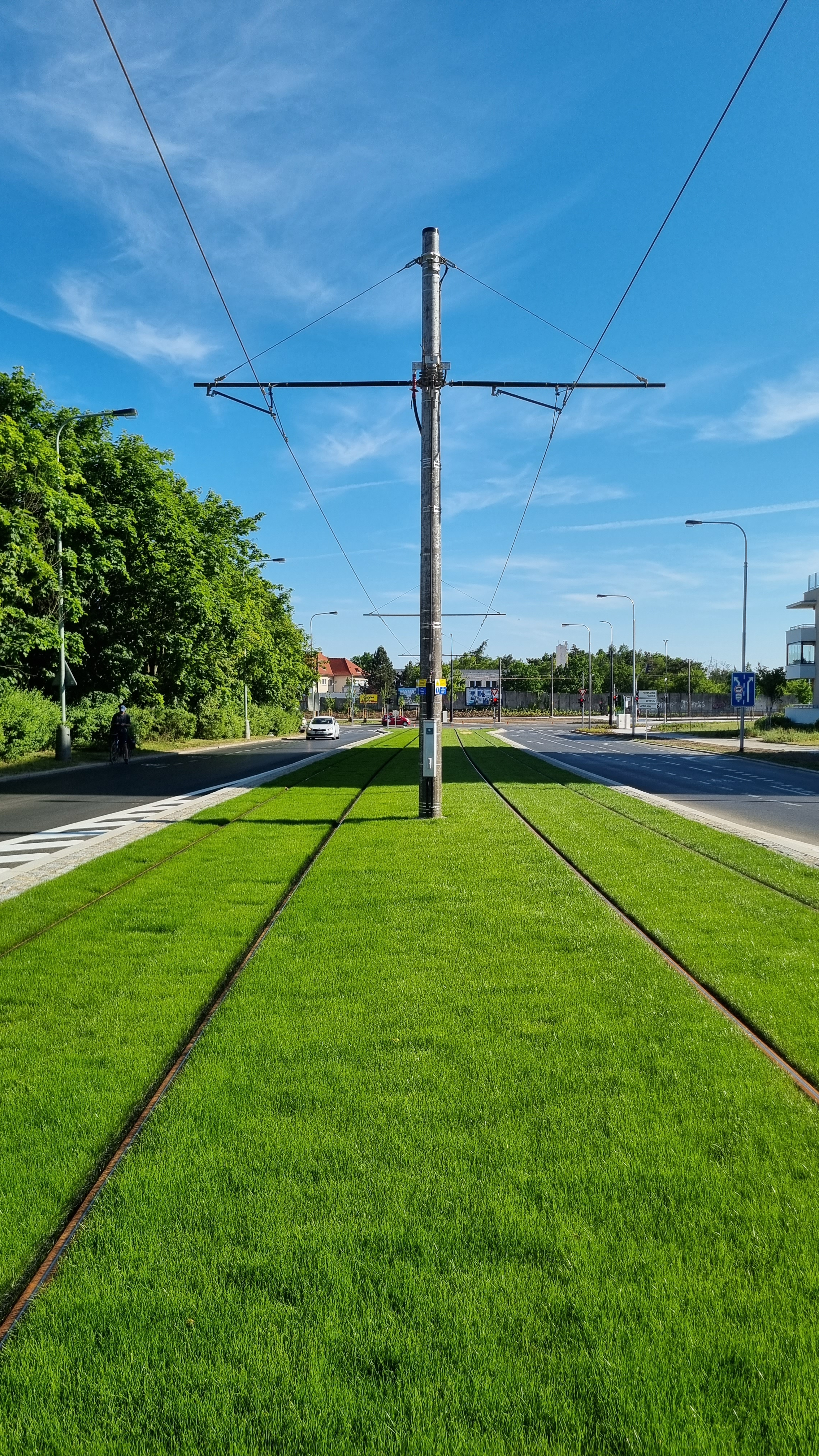
Zatravněné těleso trati v Novodvorské ulici

Dne 23. února 2021 dostal DPP pravomocné stavební povolení na tuto trať. V březnu stejného roku měl být vypsán tendr na stavební firmu. Odhadované náklady činily 350 milionů korun, z čehož 85 % měly pokrýt evropské dotace. Náklady nezahrnovaly smyčku Libuš, trať měla být dočasně zakončena úvratí. Začít stavět se mělo v říjnu roku 2021. Dne 12. dubna 2021 dopravní podnik vypsal tendr na tramvajovou trať do Libuše, předpokládané náklady činily 350 milionů korun. Dne 19. října 2021 bylo oznámeno, že trať postaví sdružení firem OHLA ŽS a Strabag Rail. Většinu nákladů měla pokrýt evropská dotace. Původně měla trať stát 346 milionů korun, vysoutěžená cena činila 304,17 milionu korun, čili o 13 % méně, než byl předpoklad dle projektové a zadávací dokumentace.
V prosinci roku 2021 podepsalo smlouvu vítězné sdružení firem OHLA ŽS a Strabag Rail. Cena oproti odhadům výrazně klesla i kvůli tomu, že přišlo celkem dalších pět nabídek, tři od sdružení (Swietelsky Rail, Edikt a Hans Wendel; Porr společně s Chládek a Tintěra Pardubice a Pražskými silničními stavbami; Chládek a Tintěra Litoměřice společně s firmou Remex) a dvě samostatně (Eurovia CS a Subterra). DPP chtěl postavit dočasnou smyčku Libuš místo úvratě, na základě dohody s majiteli tamních pozemků, ideálně současně s dokončením tratě z Modřan, aby mohl na trať posílat jednosměrné tramvaje místo obousměrných. Smyčku si chtěl postavit sám. Měla sloužit do doby, než se trať prodlouží na Nové Dvory. Výstavba úseku z Modřan do Libuše byla zahájena 1. dubna 2022, k jeho zprovoznění došlo 27. května 2023.

## Změna linkového vedení
Do zastávky Libuš byla ze zastávky Levského prodloužena linka č. 17, avšak z důvodů výluk v centru Prahy sem často zajíždí linka číslo 27. 
Po zprovoznění úseku Sídliště Modřany – Libuš se změnilo linkové vedení několika autobusových linek. Linka č. 165 byla zrušena. Místo ní končí ze směru Háje na zastávce Sídliště Libuš linka č.154. Místo ní je v trase Koleje Jižní Město - Nádraží Uhříněves zavedena nová linka č. 126. Aby byla zajištěna kvalitní doprava mezi Modřany a Zbraslaví, linka č. 139, která dosud končila v Komořanech, protažena do Zbraslavi (cca každý druhý spoj).